# Campeonato Paulista 1923
In 1923 werd het 22ste Campeonato Paulista gespeeld voor voetbalclubs uit de Braziliaanse staat São Paulo. De competitie werd gespeeld van 22 april tot 28 oktober. De twaalf clubs speelden één keer tegen elkaar, daarna vielen de laatste vier clubs af en speelden de overige acht nog een keer tegen elkaar. Ondanks een uitstekende campagne, (zes gewonnen wedstrijden en twee gelijke spelen) trok Paulistano zich terug uit de competitie, de uitslagen werden geannuleerd. Corinthians werd kampioen. 

## Eindstand
| Plaats | Club            | Wed. | W              | G              | V              | Saldo          | Ptn.           |                |
| ------ | --------------- | ---- | -------------- | -------------- | -------------- | -------------- | -------------- | -------------- |
| 1.     | Corinthians     | 17   | 14             | 1              | 2              | 53:14          | 29             |                |
| 2.     | Palestra Itália | 17   | 11             | 2              | 4              | 44:22          | 24             |                |
| 3.     | Sírio           | 17   | 10             | 3              | 4              | 35:20          | 23             |                |
| 4.     | AA São Bento    | 17   | 8              | 3              | 6              | 35:33          | 19             |                |
| 5.     | Portuguesa      | 17   | 6              | 6              | 5              | 25:25          | 18             |                |
| 6.     | Ypiranga        | 17   | 5              | 5              | 7              | 22:24          | 15             |                |
| 7.     | Germânia        | 17   | 6              | 2              | 9              | 27:42          | 14             |                |
| 8.     | AA Palmeiras    | 17   | 4              | 3              | 10             | 26:47          | 11             |                |
| 9.     | Santos          | 10   | 2              | 3              | 5              | 12:19          | 7              |                |
| 10.    | Internacional   | 10   | 1              | 1              | 8              | 10:37          | 3              |                |
| 11.    | Minas Gerais FC | 10   | 0              | 3              | 7              | 13:28          | 3              |                |
| 12.    | Paulistano      |      | Teruggetrokken | Teruggetrokken | Teruggetrokken | Teruggetrokken | Teruggetrokken | Teruggetrokken |

|  | Kampioen                      |
|  | Uitgeschakeld na de heenronde |

## Kampioen
| Campeonato Paulista de 1923     |
| São Paulo                       |
| ------------------------------- |
| CORINTHIANS Kampioen (4° titel) |

## Topschutter
| Speler            | Speler  | Goals | Club         |
| ----------------- | ------- | ----- | ------------ |
| Vlag van Brazilië | Feitiço | 18    | AA São Bento |